# Alexandra Elbakyan
Alexandra Asanovna Elbakyan (em russo:  Александра Асановна Элбакян; nascida em Almati, no dia 6 de novembro de 1988) é uma estudante de pós-graduação cazaque, programadora de computadores e criadora do site Sci-Hub. A revista Nature listou-a em 2016 como uma das dez pessoas mais relevantes para a ciência. O jornal The New York Times a comparou com Edward Snowden, e a publicação Ars Technica comparou-a a Aaron Swartz.

## Biografia
Elbakyan nasceu em Almati, Cazaquistão, em 6 de novembro de 1988. Ela se descreve como sendo multirracial, de ascendência armênia, eslava e asiática. Elbakyan realizou estudos universitários em Astana, onde desenvolveu habilidades com o computador. Um ano trabalhando com segurança de computadores em Moscou deu-lhe o dinheiro suficiente para prosseguir para Freiburg, em 2010, para trabalhar em um projeto de interface cérebro-computador, onde desenvolveu um interesse em transhumanismo, o que a levou a um estágio de verão no Instituto de Tecnologia da Geórgia, nos EUA, onde estudou "neurociência e consciência". Em 2009 ela obteve o Bacharelado em Ciência da Computação da Universidade Nacional Tecnológica do Cazaquistão, especializando-se em segurança da informação.
Ela começou o Sci-Hub ao retornar para o Cazaquistão em 2011, e o projeto foi caracterizado pela revista Science como "um ato inspirador de altruísmo, ou um gigantesco empreendimento criminoso, dependendo de a quem você perguntar". Após uma ação judicial iniciada nos Estados Unidos da América pela editora Elsevier, Elbakyan vive atualmente na clandestinidade, devido ao risco de extradição. A Elsevier recebeu uma liminar no valor de $15 milhões contra ela. De acordo com uma entrevista de 2016, suas pesquisas em neurociência foram interrompidas, mas ela se matriculou em um programa de mestrado em história da ciência de uma "pequena universidade privada" de um local não revelado. Sua tese trata de comunicação científica. Em dezembro de 2016, o Grupo Editorial Nature nomeou Alexandra Elbakyan como uma das 10 pessoas mais relevantes para a ciência em 2016.

## Homenagens e controvérsias
Em 2017, uma espécie de vespa parasitóide descoberta por entomologistas russos e mexicanos recebeu o nome de Elbakyan (Idiogramma elbakyanae). Elbakyan afirmou que "Isso foi uma injustiça" e que "Se você analisar a situação das publicações científicas, os verdadeiros parasitas são as editoras científicas, e o Sci-Hub, ao contrário, luta pelo acesso igualitário à informação científica". Após esse evento, e no contexto de suas relações duras com a ala liberal e pró-ocidental da comunidade científica russa, Elbakyan bloqueou o acesso ao Sci-Hub para os usuários da Rússia. O acesso ao Sci-Hub foi posteriormente restaurado para a Rússia e Elbakyan disse em uma entrevista que muitos fãs entraram em contato com ela e a convenceram de que "a opinião dos chamados 'divulgadores da ciência' que me atacaram na Internet não pode ser considerada a opinião da comunidade científica." O entomologista russo responsável pela nomeação da vespa afirmou que ele apoia o Sci-Hub, e que, em qualquer caso, a nomeação não foi um insulto, em particular porque os parasitóides estão mais próximos dos predadores do que dos parasitas.